# Cyrtinus bordoni
Cyrtinus bordoni är en skalbaggsart som beskrevs av Joly och Rosales 1990. Cyrtinus bordoni ingår i släktet Cyrtinus och familjen långhorningar.
Artens utbredningsområde är Venezuela. Inga underarter finns listade i Catalogue of Life.